# Cascata Conde d'Eu

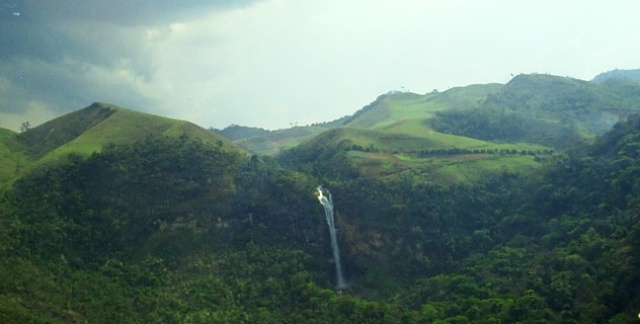
Cascata Conde d'Eu

A Cascata Conde d'Eu é a maior cascata em queda-livre do estado do Rio de Janeiro, com mais de 127 metros de altura. Fica no municipio de Sumidouro.
É acidente geográfico do rio Paquequer, que nasce no município de Sumidouro, e deságua na margem direita do Rio Paraíba do Sul. Localiza-se próximo ao distrito de Dona Mariana, no citado município. 
Foi nomeada  em 17 de maio de 1877 por Pedro II do Brasil, em homenagem ao Conde d'Eu, marido da Princesa Isabel, em um suntuoso almoço sob o elegante barracão em frente à cascata, extasiados com a exuberante beleza do atrativo. A origem do nome do atrativo, desconhecida desde tempos idos, foi revelada recentemente por Marcelo Vieira de Almeida. 
As brumas de suas águas guardam curiosa relação com o Romantismo no Brasil.

## Um espetáculo da natureza!
Ao longo dos séculos, a precipitação d'água em grande elevação e volume escavou uma ampla garganta na rocha, formando, em sua base, um poço com cerca de 30 metros  de diâmetro. O impacto das águas sobre o referido poço molda uma nuvem de água ascendente, semelhante a um véu, que alcança expressiva altura e umedece a vegetação do vale. 
A uma centena de metros abaixo, grandes rochas arredondadas pela erosão formam pequenas cachoeiras, cercadas de vegetação típica e poços rasos em leito de areia onde as águas correm serenas. A freqüente formação de arco-íris completa a impressionante beleza local.
A paisagem circundante é constituída por formações geológicas íngremes, onde se encontra, ainda preservada, uma pequena amostra de vegetação primária da Mata Atlântica.

## Cascata Conde d'Eu, cenário de “O Guarani”!
O município de Sumidouro possui uma tradição muito popular, tão antiga quanto O Guarani, a obra-prima do ilustre escritor do romantismo brasileiro, José de Alencar. Conta a tradição local que cenários naturais do município teriam inspirado o patriarca da literatura brasileira em relevante segmento deste clássico romance, provavelmente descritos por relatos de viajantes extasiados com a beleza do lugar. 
Reforçando a tese, a narrativa romântica possui coincidências com a descrição da Cascata Conde d’Eu, como a que descreve o rio Paquequer que vai desaguar no rio Paraíba, e sua íngreme e abrupta queda d’água:
"É o Paquequer: saltando de cascata em cascata, enroscando-se como uma serpente, vai depois se espreguiçar na várzea e embeber no Paraíba, que rola majestosamente em seu vasto leito".
"[...] Ele (Paquequer) deve ser visto [...] três ou quatro léguas acima de sua foz, onde é livre ainda, como o filho indômito desta pátria da liberdade. Aí, o Paquequer lança-se rápido sobre o seu leito, e atravessa as florestas como o tapir, espumando, deixando o pêlo esparso pelas pontas do rochedo, e enchendo a solidão com o estampido de sua carreira. De repente, falta-lhe o espaço, foge-lhe a terra; o soberbo rio recua um momento para concentrar as suas forças, e precipita-se de um só arremesso, como o tigre sobre a presa. Depois, fatigado do esforço supremo, se estende sobre a terra, e adormece numa linda bacia que a natureza formou, e onde o recebe como em um leito de noiva, sob as cortinas de trepadeiras e flores agrestes". (ALENCAR, José de. O Guarani. 20ª ed., São Paulo: Ática, 1996.)
Eventos que corroboram a tese:
Ratificando a amplitude desta tradicional versão, encontra-se esmerado trabalho artístico adornando as dependências da Câmara Municipal de Sumidouro.
Na mesma direção, o município serviu de palco para filme sobre a referida obra literária e, posteriormente, para a minissérie O Guarani. 

## Fonte
- Arquivos do Centro de Documentação Histórica Pró-Memória da Prefeitura de Sumidouro/RJ